# Albertaceratops
Albertaceratops (Albertaceratops) – roślinożerny dinozaur z rodziny ceratopsów (Ceratopsidae).

## Nazwa
Nazwa rodzajowa Albertaceratops oznacza rogatą twarz z Alberty. Wzięła się bowiem od miejsca znalezienia pozostałości.

## Opis
Niemały czworonożny dinozaur rogaty.
Długie (w odróżnieniu od większości centrozaurów) rogi nad oczyma. Okazała kryza kostna także zakończona rogami. Kostna podłużna narośl nad nosem.

## Wielkość
Długość ciała albertaceratopsa osiągała ok. 6 m a wysokość ok. 2,5 m. Albertaceratops ważył ok. 4 t.

## Występowanie
Albertaceratops żył w okresie późnej kredy (ok. 75-71 mln lat temu) na terenach Ameryki Północnej. Jego szczątki znaleziono w USA na obszarze stanu Montana i w Kanadzie na obszarze prowincji Alberta.

## Behawior i etologia
Jak zwykle w przypadkach zwierząt kopalnych niepewna.
Podejrzewać można, że ceratopsy były stworzeniami stadnymi. Prawdopodobnie używały one swych rogów do odstraszania drapieżników, a może też do toczenia walk o samice. Dziwne z naszego punktu widzenia narośle na czaszce tych zwierząt mogły też odgrywać rolę wabika w kontaktach pomiędzy osobnikami przeciwnej płci lub też odstraszacza, jeśli chodzi o tę samą płeć.

## Historia odkryć
Szczątki albertaceratopsa zostały opisane w 2007 przez Ryana. Odkryto jedynie pojedynczą kompletną czaszkę (sierpień 2001) i kilka innych pozostałości.
Pierwotnie znany pod nazwą Meduzaceratops (Medusaceratops).

## Gatunki
- Albertaceratops nesmoi